# Romance pro křídlovku
Romance pro křídlovku je lyricko-epická skladba Františka Hrubína. Autor skladbu psal od srpna do listopadu roku 1961. O rok později, v roce 1962, vychází v časopise Plamen a také knižně. Romance se skládá z 22 zpěvů, jež tvoří mozaikovité vyprávění s autobiografickými prvky. Jedná se o Hrubínovo vzpomínání na mládí, rodný kraj a první lásku. Hlavním tématem jsou láska a smrt, tedy osudové okamžiky života.

## Děj
Hlavním hrdinou (lyrickým subjektem) je dvacetiletý František, který v létě na vesnické pouti potkává Terinu, patnáctiletou dívku od kolotoče, do níž se zamiluje, a též ona mu lásku opětuje. Terina si však má vzít podle tradice také kolotočáře, a to Viktora, který nabíjí pušky na střelnici a hraje na křídlovku. Viktor ji proto nepouští z očí. Avšak Terina se touží provdat za Františka, a o tři roky později spolu svatbu dokonce plánují, dojde však mezi nimi k rozepři a rozejdou se ve zlém. Další rok na pouti František Terinu opět hledá, ale Viktor mu sdělí, že minulý rok zemřela na záškrt.
Kromě lásky k Terině řeší František také svůj čistě fyzický vztah s prsatou Tonkou, starší ženou z vesnice, která je líčena jako vulgární a hrubá ženská. Pro svou lásku k Terině se František rozhodne přestat se s Tonkou scházet.
František se také stará o svého dědečka, jenž prodělal mrtvici. Dědeček už nevnímá realitu a nepoznává své známé. V podstatě prožívá jeden den stále dokola – František ho tedy každý den vodí na procházku a stále stejně odpovídá za už zesnulé známé, které dědeček zdraví. Jednoho dne dědeček svého vnuka pozná, záhy však umírá.
Kniha končí scénou, která se odehrává o dvacet let později. František se setkává s Viktorem. Společně vzpomínají na Terinu a rozvažují nad smrtí. Viktor se poté vrací pro křídlovku, aby na ni zahrál.

## Přijetí díla a interpretace
Romance pro křídlovku byla dobovou kritikou socialistického režimu přijata velmi kladně. Byla hodnocena především jako skladba o daru života a o lásce. V časopise Tvorba se psalo, že Hrubín dokázal v jedné skladbě vyzpívat živoucí mládí ve spojitosti se smrtí, a tak poukázal na to, že dnes ani v budoucnu není třeba se obávat smrti, a podpořil tak lid k usilování o vyšší, hrdinské mety. Rudé právo psalo, že Hrubín tematizuje společný lidský osud, a tak se zařazuje „do velkého lidského společenství. A jenom proto, že toto společenství je našeho rodu, dnešní, socialistické, dokázal tu přemoci tíhu lidské tragédie příběhu a jenom tak mohl také pocítit už ve své někdejší zvrácené samotě budoucí naplnění své žízně po životě…“
Romance pro křídlovku je vzpomínkou na první lásku, kterou již jednou Hrubín opěvoval ve své sbírce Krásná po chudobě z roku 1935 v básni In memoriam. Tato dívka se po téměř třiceti letech stává hlavní postavou Hrubínovy romance.
„Při vzpomínce na tvůj jasný hlas
všichni muži, co tě líbávali,
s rtů svých stírají si hebký popel,
při vzpomínce na tvůj jasný hlas,
který hloubka vzdaluje a kalí.

Prší na tvou milovanou hruď
přes hlínu a přes kořínky země
a v nejdelší noci jiná tíha
tiskne tvoji milovanou hruď
chvíli sladce, chvíli nepříjemně.

Do tvých dávných vlasů sáhla smrt
jak vichřice do plavého lánu –
Na špičkách těch posledních dnů svítí
zlato vlasů, jež rozčísla smrt,
proud k nám a proud na neznámou stranu.“

František Hrubín skladbu napsal na pobídku jeho přátel Ludvíka Aškenazyho a Zdeňka Seydla, kterým tento příběh roku 1961 za červencové večerní bouřky ve Florencii vyprávěl. A byli to právě oni, jimž romanci věnoval. Autobiografické je také místo, kde se děj odehrává, jedná se totiž o Posázaví, především vesnici Lešany, Břežany, Netvořice a další okolní vesnice, kde František Hrubín strávil své dětství a pravidelně sem dojížděl na prázdniny.
František Všetička rozlišuje v příběhu dvojí dějovou (časovou) rovinu. První rovina je dějově konstantní a odehrává se v noci 28. srpna 1930.  Této noci hlavní hrdina František sedí v okně venkovské světnice a přemítá o lásce a smrti. Jedná se především o jeho lásku k Terině, která právě v onen den odjela s poutí z vesnice, a o smrt jeho dědečka, jenž zemřel před několika hodinami. Druhá rovina je variabilní. Odehrává se v různých časech, tedy před i po datu první roviny (např. Lešanská pouť (červen 1933), Každý den před dnešní nocí (srpen 1930)). Zpěvy obou rovin se pravidelně střídají, a tak vzniká architektonický rytmus. Jiří Brabec tvrdí, že střídání časových rovin uvádí čtenáře na vážky, zda má konstruovat lineární, časově posloupný příběh, záhy však zjistí, že příběh lásky a smrti není vnějškově příliš poutavý, ale jeho význam spočívá právě v nárazech různých časových rovin a různých scenérií.
Hlavním tématem Romance pro křídlovku je láska a smrt – osudové okamžiky života. Lidský život je zde pojat nejen jako radostné vzrušení, ale také jako člověkem neúnosná tíha. S hlavním tématem se úzce pojí, jak popisuje František Všetička, dvojí konfigurace příběhu. První konfigurací je milostný trojúhelník Františka, Teriny a Tonky. Zde je primárně tematizována láska, avšak zasahuje sem i (Terinina) smrt. Druhou konfigurací je dvojice František a dědeček, kde převažuje téma smrti. Romance také předestírá mnoho protikladů. Prvním protikladem je osudová láska a tělesný vztah, kdy na jedné straně stojí Terina a na druhé Tonka. Dále kontrast mládí a stáří, jež se nejsilněji projevuje ve vztahu Františka k dědečkovi. Další protikladnost nalézáme ve smrti smířené (dědečkově) a smrti předčasné (Terinině). A kontrast žárlivosti a smíření vyplývá ze vztahu dvou soků – Františka a Viktora, kteří v Terinině přítomnosti na sebe žárlí, však několik let po její smrti dochází k jejich usmíření. A jistě lze nalézt mnoho dalších protikladů, např. budoucnost a minulost.
Stěžejním motivem, který je obsažen v samotném názvu a jenž provází celou Hrubínovu tvorbu, je křídlovka. Tento žesťový hudební nástroj se vztahuje k hlavnímu tématu, jelikož na křídlovku se hraje na poutích či různých oslavách, a symbolizuje tak život. Zároveň však doprovází pohřby, kde její přítomnost značí smrt.

## Adaptace
V roce 1966 byl dle námětu Romance pro křídlovku natočen stejnojmenný film pod režií Otakara Vávry, který do hlavní role obsadil Jaromíra Hanzlíka. Spoluautorem scénáře byl František Hrubín. Romance pro křídlovku byla rovněž uvedena jako lyrická komorní opera, jejímž autorem je Miloš Vacek. Opera měla premiéru roku 1987 v Jihočeském divadle v Českých Budějovicích. Roku 1997 se Hrubínova skladba dočkala i divadelní adaptace ve Stavovském divadle. Režíroval ji Ivo Krobot.